# Alexandre Saint-Yves d'Alveydre

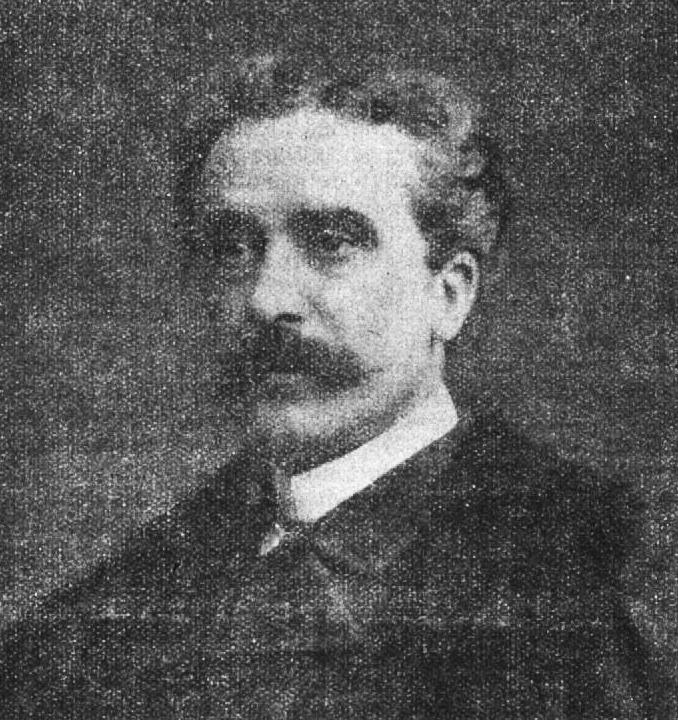
Joseph Alexandre Saint-Yves d'Alveydre

Joseph Alexandre Saint-Yves d’Alveydre (Parijs, 26 maart 1842 - Pau (Pyrénées-Atlantiques), 5 februari 1909) was een denker, filosoof en esotericus in de 19e eeuw. Hij werd geboren in een katholieke, Bretonse familie.  Zijn vader, Guillaume Alexandre Saint Yve (zonder s) was geneesheer voor geesteszieken.
Hij overleed op 70-jarige leeftijd en ligt begraven met zijn vrouw in een grafkelder die gebouwd werd volgens de regels van de Archeometer op het Cimetière Notre-Dame.

## Jeugd en opleiding
Als kind was Saint-Yves onuitstaanbaar en zijn ouders plaatsten hem, toen hij 13 jaar oud was, onder de hoede van twee professoren, Frédéric-Auguste de Metz en l'abbé Rousseau. De Metz spoorde Saint-Yves aan de werken te lezen van Fabre d’Olivet en Joseph de Maistre en raadde hem aan geneeskunde te gaan studeren.

## Ziekte
Toen Saint-Yves 26 jaar oud was, werd hij ziek. Om te herstellen van deze ziekte vertrok hij naar het eiland Jersey. Daar kwam hij in contact met verbannen politieke gevangenen. Hij ontmoette er een bloedverwant van Fabre d’Olivet en kreeg enkele belangrijke manuscripten in zijn bezit. De oorlog van 1870 riep hem terug naar Frankrijk, en hij keerde gewond terug van het slagveld.

## Werk en huwelijk

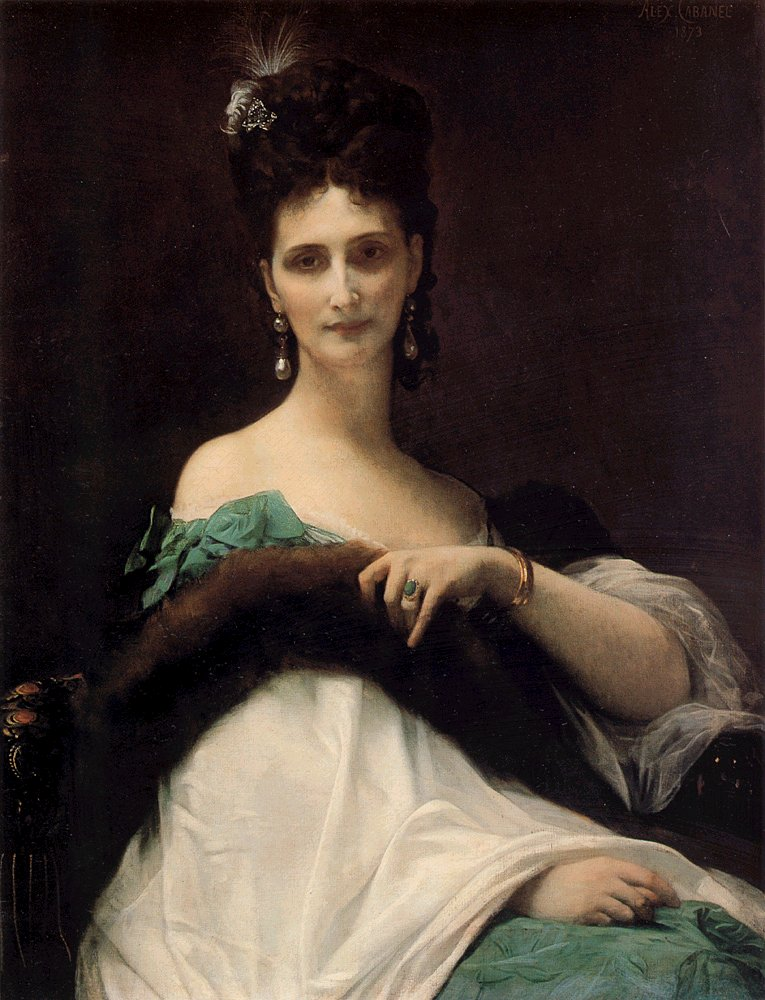
Gravin Marie de Riznitch-Keller, geschilderd door Alexandre Carbanel (1873)

Vanaf 1871 werkte hij op het Ministerie van Binnenlandse Zaken. In deze periode ging hij zich interesseren voor muziek, architectuur en oosterse talen, zoals het sanskriet. In 1877 ontmoette hij gravin Marie de Riznitch-Keller, een familielid van Honoré de Balzac en lid van de Martinistenorde. Op 6 september van datzelfde jaar trouwde Saint-Yves met haar. Dankzij dit huwelijk kon hij bibliografische onderzoeken verrichten in bibliotheken. Toen zijn echtgenote overleed, op 7 juni 1895, trok Saint-Yves zich terug. Hij bracht de laatste jaren van zijn leven door in Versailles en schreef er zijn meest bekende werk, L'Archéomètre.

## Correspondentie en esoterica
Saint-Yves correspondeerde met veel vooraanstaande esoterici uit zijn tijd. Voor Gérard Encausse (Papus) was Saint-Yves d’Alveydre zijn intellectuele leraar. Saint-Yves had contact met bijvoorbeeld Stanislas de Guaita, Joséphin Péladan en Oswald Wirth, maar ook met Victor Hugo. Hij noemde zichzelf een schrijver, doch werd weinig geapprecieerd. Zijn werken zijn zeer complex en moeilijk te lezen. Tussen 1882 en 1887 publiceerde hij vijf boeken. In 1885 kreeg Saint-Yves bezoek van enkele Oosterse ingewijden, waaronder prins Hardjij Scharipf. Hun missie bestond er in Saint-Yves op de hoogte te brengen van een spirituele en politieke organisatie, Agartha. Dit was de aanleiding van zijn laatste boek getiteld Mission de l’Inde en Europe, mission de l’Europe en Asie. La question du Mahatma et sa solution. Dit werk kreeg de opdracht 'Au souverain Pontife qui porte la tiare aux sept couronnes au Brahatmah actuel de l’antique Paradésa du Cycle de l’Agneau et du Bélier'. Na doodsbedreigingen te hebben ontvangen vernietigde hij praktisch de volledige oplage van zijn werk. Eén exemplaar, dat in handen kwam van graaf Alexander Keller, een zoon van gravin Keller, ontsnapte aan de vernietiging. Vele jaren later dook nog een tweede exemplaar op. Het werk werd in 1909 in een beperkte oplage herdrukt. Tijdens de bezetting trachtten de Duitsers alle teruggevonden exemplaren in beslag te nemen. Er bestaan verschillende herdrukken; de laatste verscheen in 2006. 

## Synarchie
Synarchie is een van de grote principes die Saint-Yves d’Alveydre uitvond. Het begrip 'Synarchie' is van Saint-Yves, maar gelijkaardige ideeën komen reeds in het begin van de zeventiende eeuw voor bij Tommaso Campanella (1568-1639), in diens boek Civitas Solis (De stad van de zon). Saint-Yves d’Alveydre was historicus van het esoterisme en het is dus niet onwaarschijnlijk dat hij zijn ideeën hier heeft gevonden. Kernidee was een wereldlijke leiding gebaseerd op spiritueel-sociale fundamenten. De synarchie heeft bijna alle esoterici van 1850 tot 1945 sterk beïnvloed. Het was de kern van het maatschappelijk denken van de Martinistenorde.

## Archeometer
De Archeometer is een toestel, ontworpen door Saint-Yves d'Alveydre. Het bestaat uit een aantal op elkaar geplaatste draaischijven met symbolen. De archeometer heeft tot doel de wetten van de muziek toe te passen op de architectuur, maar wordt ook aangewend voor het maken van toekomstvoorspellingen. De archeometer zou geïnspireerd zijn op de prognometer van de Poolse wiskundige Józef Hoene-Wroński. D'Alveydre nam op zijn archeometer verschillende patenten.

## Werken
- Testament Lyrique - 1877
- Les clefs de l'orient - 1877¨
- Le Mystère du Progrès - 1878
- De l'utilité des algues marines - 1879
- Mission actuelle des ouvriers - 1882
- Mission actuelle des souverains - 1882
- Mission actuelle des souverains, par l’un d’eux - 1884
- Mission des juifs - 1884
- Mission de l’Inde en Europe - Mission de l'Europe en Asie - 1886 (volledige oplage door de auteur vernietigd, behalve twee exemplaren, waarop de Dorbon-editie van 1910 werd gemaakt)(herdrukken: 1949 - 1981 - 2006)
- La France vraie (mission des Français) - 1887
- Le poème de la reine - 1889 - (Engelse vertaling door Edward Bulwer-Lytton): The poem of the queen - 1892
- La théogonie des patriarches - 1909
- L’archéomètre - 1911 (Vertaald in het Spaans)

- Biblioteca Nacional de España: XX1258143
- Bibliothèque nationale de France: cb11923411r (data)
- Gemeinsame Normdatei: 121571173
- International Standard Name Identifier: 0000 0001 2136 3634
- Library of Congress Control Number: n82078001
- Nationale Bibliotheek van Letland: 000237378
- Base Léonore: LH//2440/8
- Nationale Bibliotheek van Tsjechië: mzk2015858490
- Nationale Bibliotheek van Israël: 987007267304305171
- Nederlandse Thesaurus van Auteursnamen: 229320570
- SNAC: w62c2n6j
- Système universitaire de documentation: 027119181
- Virtual International Authority File: 64011513
- WorldCat: E39PBJp68wJk8hvTfW43kVwt8C